# Malamir
Malamir byl bulharský chán vládnoucí v letech 831–836. Na trůn nastoupil po smrti svého otce Omurtaga, a to i přesto, že byl ze svých sourozenců nejmladší. Zatímco nejstarší syn Enravot (zvaný též Voin) přijal křesťanství a tím se tak v tehdejším pohanském Bulharsku zdiskreditoval, prostřední Zvinica zemřel již za Omurtagova života. Podobně jako jeho otec pokračoval v pronásledování křesťanů a neušetřil ani svého nejstaršího bratra Enravota, jehož dal potom, co odmítl zapřít svou víru, roku 833 popravit. V zahraničních záležitostech pokračoval v politice svého otce a prodloužil mír s franskou říší. Na druhou stranu došlo po období míru ke krátkému konfliktu s Byzancí, během něhož získali Bulhaři oblast kolem Filipopole (dnešní Plovdiv). Po jeho smrti se nástupcem na bulharském trůnu stal Presjan, Malamirův synovec a potomek jeho bratra Zvinici.